# Olle Strandberg (konstnär)
Karl Olof (Olle) Algot Strandberg född 13 juli 1916 i Lindesberg, Örebro län, död 15 mars 1984 i Västerås, var en svensk målare och tecknare.
Han var son till ingenjören Algot Strandberg och Hildur Maria Karlsson och från 1953 gift med läraren Anna Maria Strandberg. Han studerade vid Tekniska skolans konstindustriella avdelning 1934–1936 och vid Högre konstindustriella skolan 1936–1939 och vid en konstskola i Paris 1947. Han tilldelades 1939 Svenska slöjdföreningens stipendium och Västerås stads kulturstipendium 1952. Till en början var han helt inriktad på det dekorativa måleriet men övergick under mitten av 1940-talet till stafflimåleri. Bland hans offentliga arbeten märks väggmålningen Arbete och frihet i Lövuddens samlingssal. Stipendieresan till Paris som han tilldelades 1939 tvingades på grund av andra världskriget skutas upp och när han väl genomförde den 1947 kom han i kontakt med Pierre Bonnards konst som påverkade honom starkt i sitt eget skapande. Sedan början av 1940-talet deltog han i utställningar arrangerade av Västerås konstförening och Västerås konstgalleri. Han medverkade i Sveriges allmänna konstförenings utställning på Liljevalchs konsthall 1945 och tillsammans med Arne Stubelius i vandringsutställningarna Konsten åt folket 1952 samt i utställningen Fyra Västeråsare 1961 och en vandringsutställning i Tyskland 1959. Hans konst består till stor del av landskapsskildringar utförda i olja, pastell eller tempera. Strandberg är representerad med temperamålningen Båtar på slipen vid Västerås länslasarett. Vid sidan av sitt eget skapande var han verksam som konstpedagog i olika konstkurser.